# 中部標準時
| UTC-3:30 | ニューファンドランド標準時 （ニューファンドランド夏時間はUTC-2:30） |
| UTC-4    | 大西洋標準時（大西洋夏時間はUTC-3）                                 |
| UTC-5    | 東部標準時（東部夏時間はUTC-4）                                     |
| UTC-6    | 中部標準時（中部夏時間はUTC-5）                                     |
| UTC-7    | 山岳部標準時（山岳部夏時間はUTC-6）                                 |
| UTC-8    | 太平洋標準時（太平洋夏時間はUTC-7）                                 |
| UTC-9    | アラスカ標準時（アラスカ夏時間はUTC-8）                             |
| UTC-10   | ハワイ・アリューシャン標準時                                        |

| UTC+10 | チャモロ標準時 |
| UTC-11 | サモア標準時   |

中部標準時（ちゅうぶひょうじゅんじ、Central Standard Time）は、協定世界時 (UTC) を6時間遅らせた標準時である。「-0600(CST)」のように表示する。
なお、夏時間では協定世界時より5時間遅れ、中部夏時間（Central Daylight Time: 略称CDT）と呼ばれている。
つまり、通常では日本より15時間遅れで、夏時間採用時のみ14時間遅れている。

## 名称について
アメリカとカナダでは、この時刻帯は総称的に中部時間(CT)と呼ばれる。
具体的に述べる場合は、標準時は中部標準時(CST)、夏時間は中部夏時間(CDT)を使用する。

## 該当地域

### カナダ
- オンタリオ州のうち、西経90度線以西
  - アティコーカン（英語版）エリアおよびピックルレイク（英語版）エリアを除く
- サスカチュワン州（夏時間なし）
  - ロイドミンスター周辺を除く。またクレイトン（英語版）では非公式に夏時間が行われる。
- ヌナブト準州のうち
  - 西経85度線から西経102度線の間の地域（サウサンプトン島とキティクメオト地域を除く）
- マニトバ州全域

### アメリカ合衆国

#### 州全域
- アーカンソー州
- アイオワ州
- アラバマ州（フェニックスシティ周辺では非公式に東部標準時を採用）
- イリノイ州
- ウィスコンシン州
- オクラホマ州（ケントン（英語版）では非公式に山岳標準時を採用）
- ミシシッピー州
- ミズーリ州
- ミネソタ州
- ルイジアナ州

#### 山岳標準時にまたがる州
- カンザス州のほとんどの地域（ウォレス郡、グリーリー郡、シャーマン郡、ハミルトン郡を除く）
- サウスダコタ州の東半分（キャンベル郡、ウォルワース郡、ポッター郡、サリー郡、ヒューズ郡、スタンリー郡東部、ジョーンズ郡、メレット郡、トッド郡以東）
- テキサス州のほとんどの地域（エルパソ郡およびハズペス郡を除く）
- ネブラスカ州の東2/3の地域（チェリー郡東部、トーマス郡、マクファーソン郡、リンカーン郡、ヘイズ郡、ヒッチコック郡以東）
- ノースダコタ州の東部と北西部（アダムズ郡、グラント郡、ゴールデンバレー郡、スターク郡、スロープ郡、ビリングス郡、ヘッティンガー郡、ボウマン郡および、スー郡西部、ダン郡南部、マッケンジー郡南部を除く）

#### 東部標準時にまたがる州
- インディアナ州の一部
  - シカゴ都市圏の6郡（ジャスパー郡、スターク郡、ニュートン郡、ポーター郡、ラポート郡、レイク郡）
  - エバンズビル都市圏の6郡（ウォリック郡、ギブソン郡、スペンサー郡、バンダーバーグ郡、ペリー郡、ポージー郡）
- ケンタッキー州の西半分（ブレッキンリッジ郡、グレイソン郡、ハート郡、グリーン郡、アデア郡、ラッセル郡、クリントン郡以西）
- テネシー州の西2/3の地域（西部テネシー（英語版）、中部テネシーおよびブレッドソー郡、カンバーランド郡、マリオン郡）
- フロリダ州の一部
  - アパラチコーラ川およびガルフ郡北部以西
- ミシガン州の一部
  - ウィスコンシン州に接するアッパー半島の4郡（アイアン郡、ゴギービック郡、ディキンソン郡、メノミニー郡）

### メキシコ
- アグアスカリエンテス州
- イダルゴ州
- オアハカ州
- カンペチェ州
- グアナフアト州
- ゲレーロ州
- ケレタロ州
- コアウイラ州
- コリマ州（レビジャヒヘド諸島を除く）
- サカテカス州
- サン・ルイス・ポトシ州
- タバスコ州
- タマウリパス州
- チアパス州
- ドゥランゴ州
- トラスカラ州
- ナヤリット州のうちバイーア・デ・バンデラス（英語版）
- ヌエボ・レオン州
- ハリスコ州
- プエブラ州
- ベラクルス州
- ミチョアカン州
- メキシコシティ
- メヒコ州
- モレロス州
- ユカタン州

### 中米
すべての地域で夏時間なし。
- エルサルバドル
- グアテマラ
- コスタリカ
- ニカラグア
- ベリーズ
- ホンジュラス

## 主な都市
- ウィニペグ
- ミネアポリス
- スプリングフィールド (イリノイ州)
- カンザスシティ (ミズーリ州)
- カンザスシティ (カンザス州)
- セントルイス
- スプリングフィールド (ミズーリ州)
- ナッシュビル
- ジャクソン (テネシー州)
- メンフィス (テネシー州)
- フォートスミス (アーカンソー州)
- リトルロック (アーカンソー州)
- ハンツビル
- バーミングハム
- ジャクソン (ミシシッピ州)
- モンゴメリー (アラバマ州)
- モービル (アラバマ州)
- ダラス
- フォートワース
- サンアントニオ
- オースティン
- バトンルージュ
- ニューオーリンズ
- ヒューストン
- アグアスカリエンテス
- メキシコシティ
- アカプルコ
- グアダラハラ (メキシコ)
- グアテマラシティ
- サンホセ (コスタリカ)
- サンサルバドル
- ガラパゴス諸島
- イースター島